# International Professional Hockey League
L'International Professional Hockey League fu il primo campionato di hockey su ghiaccio interamente professionista. Nata nel 1904 e scomparsa nel 1907, coinvolgeva cinque squadre, quattro statunitensi ed una canadese.

## Squadre partecipanti[1]
| Stagione | Squadra (Città)                                     | Campione               |
| -------- | --------------------------------------------------- | ---------------------- |
| 1904–05  | Calumet-Laurium Miners (Calumet, Michigan)          | Calumet-Laurium Miners |
| 1904–05  | Canadian Soo (Sault S.te Marie, Ontario)            | Calumet-Laurium Miners |
| 1904–05  | Houghton-Portage Lakes (Houghton, Michigan)         | Calumet-Laurium Miners |
| 1904–05  | Michigan Soo Indians (Sault S.te Marie, Michigan)   | Calumet-Laurium Miners |
| 1904–05  | Pittsburgh Pro HC (Pittsburgh, Pennsylvania)        | Calumet-Laurium Miners |
| 1905–06  | Calumet Miners (Calumet, Michigan)                  | Houghton-Portage Lakes |
| 1905–06  | Canadian Soo (Sault S.te Marie, Ontario)            | Houghton-Portage Lakes |
| 1905–06  | Houghton-Portage Lakes (Houghton, Michigan)         | Houghton-Portage Lakes |
| 1905–06  | Michigan Soo Indians (Sault S.te Marie, Michigan)   | Houghton-Portage Lakes |
| 1905–06  | Pittsburgh Professionals (Pittsburgh, Pennsylvania) | Houghton-Portage Lakes |
| 1906–07  | Calumet Wanderers (Calumet, Michigan)               | Houghton-Portage Lakes |
| 1906–07  | Canadian Soo (Sault S.te Marie, Ontario)            | Houghton-Portage Lakes |
| 1906–07  | Houghton-Portage Lakes (Houghton, Michigan)         | Houghton-Portage Lakes |
| 1906–07  | Michigan Soo Indians (Sault S.te Marie, Michigan)   | Houghton-Portage Lakes |
| 1906–07  | Pittsburgh Professionals (Pittsburgh, Pennsylvania) | Houghton-Portage Lakes |

## Stagioni[1]

### 1904-1905
| Squadra                  | PG | V  | P  | N | GF  | GS  | Pt | %    |
| ------------------------ | -- | -- | -- | - | --- | --- | -- | ---- |
| Calumet-Larium Miners    | 24 | 18 | 5  | 1 | 131 | 75  | 37 | .770 |
| Houghton-Portage Lakes   | 24 | 15 | 7  | 2 | 98  | 81  | 32 | .666 |
| Michigan Soo Indians     | 24 | 10 | 13 | 1 | 81  | 79  | 21 | .438 |
| Pittsburgh Professionals | 24 | 8  | 15 | 1 | 82  | 144 | 17 | .354 |
| Canadian Soo             | 24 | 6  | 17 | 2 | 97  | 140 | 13 | .271 |

### 1905-1906
| Squadra                  | PG | V  | P  | N | GF  | GS  | Pt | %    |
| ------------------------ | -- | -- | -- | - | --- | --- | -- | ---- |
| Houghton-Portage Lakes   | 24 | 19 | 5  | 0 | 105 | 70  | 38 | .792 |
| Michigan Soo Indians     | 24 | 18 | 6  | 0 | 126 | 57  | 36 | .750 |
| Pittsburgh Professionals | 24 | 15 | 9  | 0 | 121 | 84  | 30 | .625 |
| Calumet Miners           | 24 | 7  | 17 | 0 | 48  | 108 | 14 | .292 |
| Canadian Soo             | 24 | 1  | 23 | 0 | 56  | 137 | 2  | .042 |

### 1906-1907
| Squadra                | PG | V  | P  | N | GF  | GS  | Pt | %    |
| ---------------------- | -- | -- | -- | - | --- | --- | -- | ---- |
| Houghton-Portage Lakes | 24 | 16 | 8  | 0 | 102 | 102 | 32 | .666 |
| Canadian Soo           | 24 | 13 | 11 | 0 | 124 | 123 | 26 | .542 |
| Pittsburgh Pros        | 24 | 12 | 12 | 1 | 94  | 82  | 25 | .500 |
| Michigan Soo Indians   | 24 | 11 | 13 | 0 | 103 | 88  | 22 | .458 |
| Calumet Wanderers      | 24 | 8  | 26 | 1 | 96  | 124 | 17 | .340 |